# Нікітенки (Афанасьєвський район)
Нікі́тенки (рос. Никитенки) — присілок у складі Афанасьєвського району Кіровської області, Росія. Входить до складу Ічетовкінського сільського поселення.
Населення становить 3 особи (2010, 8 у 2002).
Національний склад станом на 2002 рік — росіяни 100 %.